# Giric af Skotland
Giric var konge af Skotland fra 877 eller 878 til 889 sammen med Eochaid. 
Kilderne er meget uklare, men det ser ud til, at Giric støttede Eochaids kamp om tronen og blev medkonge, da Eochaid tog magten fra sin onkel Aedh. Giric var sandsynligvis Aedhs fætter. 
Han blev styrtet af Donald II, som også forviste Eochaid. Giric blev med stor sandsynlighed myrdet i 889.